# Nils Adler-Laurentsson
Nils Emanuel Adler-Laurentsson, född 21 juni 1905 i Hamburg, död 2 juli 1999 i Oscars församling i Stockholm, var en tysk-svensk konstnär.
Adler-Laurentsson företog fria konststudier i Berlin och under studieresor till utlandet 1924–1926. Vid återkomsten till Tyskland blev han assistent vid Otto Douglas Douglas-Hills keramiska verkstad i Berlin. I början av 1930-talet flyttade han till Stockholm där han fick en tjänst som teckningslärare vid den nystartade Olofskolan 1932. Han återvände 1933 till Tyskland för att studera färgernas kemi under Herman Urban i München. Därefter var han verksam som lärare i materialkunskap vid Nya målarskolan i Stockholm 1935–1937. Han flyttade till Italien 1939 och blev under andra världskriget inspärrad under relativt fria former på Sorrentohalvön. Adler-Laurentsson ställde ut separat på Konstnärshuset i Stockholm samt i Hamburg och Nürnberg. Hans konst består av en stor experimentlusta med religiösa kompositioner, landskapsmålningar och motivbilder från Neapels fattigaste förstadskvarter. Han signerade sina verk omväxlande med Adler-Laurentsson och Laurentsson. Nils Adler-Laurentsson är gravsatt i minneslunden på Galärvarvskyrkogården i Stockholm.